# 1650 Heckmann
1650 Heckmann је астероид главног астероидног појаса. Приближан пречник астероида је 29,07 ,
а средња удаљеност астероида од Сунца износи 2,434 астрономских јединица (АЈ).
Инклинација (нагиб) орбите у односу на раван еклиптике је 2,747 степени, а орбитални период износи 1387,360 дана (3,798 године). Ексцентрицитет орбите астероида износи 0,164.
Апсолутна магнитуда астероида износи 11,56 а геометријски албедо 0,049.
Астероид је откривен 11. октобра 1937. године.